# Cremerbuurt
Cremerbuurt è un quartiere dello stadsdeel di Amsterdam-West, nella città di Amsterdam.